# Pristostegania trilineata
Pristostegania trilineata là một loài bướm đêm trong họ Geometridae.